# Barış Arduç
Barış Arduç (ur. 9 października 1987 w Münsterlingen) – turecki aktor i model.

## Życiorys

### Wczesne lata
Urodził się w Szwajcarii jako syn Gülay Arduç i Erola Arduça. Jego rodzina ze strony matki pochodzi z Artvina, a ojca ma korzenie albańskie z Ordu. Ma dwóch braci – Onura i Merta. Kiedy miał 8 lat wraz z rodziną przeprowadził się do Turcji. Z powodu trzęsienia ziemi w Gölcük 17 sierpnia 1999 przebywał wraz z rodziną w Bolu. Musiał się ruszyć. Po ukończeniu szkoły w Bolu przyjechał z rodziną do Stambułu w drugiej klasie liceum i tutaj ukończył szkołę średnią w 2005. Następnie zdobył stypendium edukacyjne, aby zapisać się na Kayseri Erciyes University Sports Academy. Po pierwszym roku studiów, został zwolniony. Pobierał lekcje umiejętności aktorskich w konserwatorium. Oprócz pływania i nurkowania grał w piłkę nożną, koszykówkę i piłkę ręczną. Przez osiem lat pracował jako ratownik w tureckim kurorcie Side. Uczył się intensywnie języka angielskiego. W latach 2007–2009 w Stambule uczył się aktorstwa w Sadri Family Theatre. 

### Kariera
W 2011 rozpoczął zawodową karierę aktorską od roli drugoplanowej Cenka w serialu telewizyjnym Küçük Hanımefendi. Wystąpił też w dwóch serialach: Dinle Sevgili (2011) jako Hakan i Pis Yedili (2011) w roli Sinana. Zyskał popularność jako Ahmet Avcıoğlu, entuzjasta sportu i nadzieja Trabzonspor w serialu ATV Benim İçin Üzülme (2012). Wcielił się w rolę biznesmena Selima Bayraktara w serialu Bugünün Saraylısı (2013–2014). Debiutował na dużym ekranie w roli Emina w melodramacie sensacyjnym Sadece sen (2014). Popularność przyniosła mu postać Ömera İplikçi w serialu Miłość na wynajem (Kiralık Aşk, 2015–2017). W 2021 został obsadzony w roli sułtana Alparslana w serialu Alparslan: Büyük Selçuklu.
Był na okładkach magazynów takich jak „Cosmopolitan”,  „Vogue Men”, „GQ”, „L’Officiel Hommes” i „Elle”.

## Życie prywatne
29 lipca 2020 ożenił się z Gupse Ozay.